# FKルダル・ウグリェヴィク
FKルダル・ウグリェヴィク（FK Rudar Ugljevik）は、ボスニア・ヘルツェゴビナのスルプスカ共和国ウグリェヴィクをホームタウンとするサッカークラブである。

## 歴史
1925年に創設された。
1996-97シーズンと1997-98シーズンにプルヴァ・リーガRSで優勝、1998年と1999年にはクプ・レプブリケ・スルプスケで優勝した。2002年にFKレオタル・トレビニェ、FKコザラ・グラディシュカ、FKボラツ・バニャ・ルカ、FKグラシナツ・ソコラツ、FKムラドスト・ガツコと共にスルプスカ共和国のクラブが参加した最初のプレミイェル・リーガに昇格した。プレミイェル・リーガには2002年から2005年までの3シーズン所属した。

## 獲得タイトル
- プルヴァ・リーガRS：2回
  - 1996-97, 1997-98

- クプ・レプブリケ・スルプスケ：2回
  - 1997-98, 1998-99

## 歴代所属選手
- ミハイロ・リスティッチ 2010-2012